# Макара (месяц)
Макара́ (санскр. मकरा, IAST: Makarā, «морской дракон», «водяной монстр») — это солнечный месяц (десятый из 12-и) в древнеиндийском лунно-солнечном календаре, соответствует зодиакальному созвездию Козерог и приходится примерно на вторую половину января и первую половину февраля в григорианском календаре.
В ведических текстах месяц называется Саха́сья (санскр. सहस्या, IAST: Sahasyā), но в этих древних текстах он не имеет зодиакальных ассоциаций. Солнечный месяц Макара перекрывается с лунным месяцем Магха, в индийских лунно-солнечных календарях и знаменует удлинение продолжительности дня на индийском субконтиненте. Ему предшествует солнечный месяц Дхану, а затем идёт солнечный месяц Кумбха.
Месяц Макара называется Таи́ (там. மார்கழி, IAST: Tai) в тимильском календаре. Древние и средневековые санскритские тексты Индии различаются в своих расчетах относительно продолжительности месяца Макара, как и остальных месяцев. Например, Сурья сиддханта, датированная ок. 400 годом, рассчитывает продолжительность месяца, как 29 дней, 10 часов, 45 минут и 12 секунд. В отличие от этого, Арья сиддханта рассчитывает продолжительность месяца, как 29 дней, 10 часов, 57 минут и 35 секунд. Индийские названия солнечных месяцев значимы в эпиграфических исследованиях Южной Азии. Например, месяц Макара, наряду с другими солнечными месяцами, найден вписанным в индийских храмах и памятниках империи Чола средневековой эпохи.
Макара также является астрологическим знаком зодиака в индийской астрологии и соответствует Козерогу.
Кроме того, само слово Макара означает мифическое морское чудовище, известное в индийских традициях, в виде гигантского морского животного (индийский вариант левиафана), сочетающее в себе черты дельфина, акулы и крокодила. Изображения чудовища широко используются в индуизме и тибетском буддизме и распространены в странах Южной и Юго-Восточной Азии.